# Piyabutr Saengkanokkul
Piyabutr Saengkanokkul (en tailandés: ปิยบุตร แสงกนกกุล RTGS) (Bangkok, 23 de octubre de 1979) es un académico y político tailandés. Desde el 24 de marzo de 2019 es miembro de la Cámara de Representantes de Tailandia y Secretario General del partido Futuro Hacia Adelante desde el 27 de mayo de 2018, cofundado en 2018. Antes de su carrera política, Piyabut era profesor asociado en la Facultad de Derecho de la Universidad de Thammasat. Ha trabajado como profesor de derecho constitucional durante más de 16 años.

## Biografía
Piyabutr nació el 23 de octubre de 1979 en el seno de una familia china tailandesa de clase media, siendo el tercero de cuatro hijos. Se graduó en la escuela secundaria en el Colegio de la Asunción y se licenció en la Facultad de Derecho de la Universidad de Thammasat, graduándose con honores. Recibió una beca del gobierno francés para estudiar su maestría y doctorado. Piyabutr se graduó con una maestría en derecho público y derecho ambiental de la Universidad de Nantes y un doctorado de la Universidad de Toulouse.
Piyabutr se convirtió en profesor asistente en la Facultad de Derecho de la Universidad de Thammasat. También fue miembro de Nitirat, un grupo de profesores de derecho de Thammasat que hicieron campaña en favor de posiciones consideradas radicales en la política tailandesa, como enmendar las leyes de lesa majestad del país.

## Carrera política
Piyabutr renunció a su carrera académica en la Universidad de Thammasat para crear, con Thanathorn Juangroongruangkit, el partido Futuro Hacia Adelante, con el objetivo de promover la democracia en Tailandia y oponerse a la junta militar. Durante la primera reunión del partido, fue elegido secretario general. En las elecciones generales tailandesas de 2019, Piyabutr ocupó el segundo lugar en la lista de candidatos de la lista de partidos de Future Forward y se convirtió en miembro de la cámara baja, ya que a Futuro Hacia Adelante se le asignaron cincuenta escaños en la lista de partidos.
En su divulgación obligatoria de activos a la Comisión Nacional Anticorrupción (NACC), Piyabutr informó activos de 7,7 millones de baht.

## Vida personal
Piyabutr está casado con Eugénie Mérieau, una académica francesa.  